# Ołoj (wieś)
Ołoj (ros. Олой) – wieś (sieło) w Rosji, w obwodzie irkuckim, w rejonie echirit-bułagatskim, na terenie Ust-Ordyńsko-Buriackiego Okręgu Autonomicznego. W 2010 liczyła 672 mieszkańców.